# Oligonychus yuae
Oligonychus yuae är en spindeldjursart som beskrevs av Tseng 1975. Oligonychus yuae ingår i släktet Oligonychus och familjen Tetranychidae. Inga underarter finns listade i Catalogue of Life.